# Louis de La Saussaye
Pour les articles homonymes, voir La Saussaye (homonymie).
Louis de La Saussaye, né le 6 mars 1801 et mort le 24 février 1878, est un érudit français.

## Biographie

### Origines et jeunesse
De son nom complet Jean François-de-Paule Louis de La Saussaye, Louis naît à Blois le 15 ventôse de l'an IX du calendrier républicain, soit le 6 mars 1801, au sein d'une famille ancienne de l'Orléanais. Fils de François-de-Paule de La Saussaye († 1810), commandant de la garnison de Chandernagor, et de la nièce de ce dernier, Anne Louise de La Saussaye († 1842), il envisage une carrière militaire puis devient percepteur, à Blois. Il se consacre alors à des études historiques et à des fouilles archéologiques dans la région des châteaux de la Loire et le Blésois, dessinant ce qu'il voyait. En 1835, il obtient une médaille au concours des antiquités nationales.

### Un amoureux de son Blésois natal
En 1828, il hérite du château de Troussay dont il dirige les restaurations entre 1850 et 1873, et participe à la restauration du château de Blois. Dans les deux cas, il a plus été recherché une atmosphère que la véracité historique, même s'il était prévu de respecter au maximum l'architecture et le style originaux des lieux. Il s'intéresse également au château de Chambord et à d'autres châteaux moins connus, notamment en Sologne, comme Le Moulin et le château de La Ferté-Imbault. Érudit autodidacte, il correspond avec Prosper Mérimée, inspecteur général des Monuments historiques.
Il participe à l'enrichissement du fonds local de la bibliothèque de Blois,, et s'intéresse également aux légendes locales,,.

### Un grand érudit duXIXesiècle
Numismate, il fonde en 1835 — le premier numéro paraît en 1836 — la Revue de la numismatique française avec Étienne Cartier, revue qui devient plus tard la Revue numismatique et qui eut une grande influence sur la connaissance des monnaies gauloises. À son départ, la direction de la Revue numismatique française sera reprise par Jean de Witte et A. de Longpérier.

### Carrière politique
Conseiller général du Loir-et-Cher sous le Second Empire, Louis de la Saussaye est nommé recteur des académies de Poitiers puis Lyon, respectivement le 22 août 1854 et en septembre 1856. Il prend sa retraite en juin 1873.

### Décès
Il meurt au château de Troussay le 24 février 1878. Il est enterré au cimetière de Blois-ville.

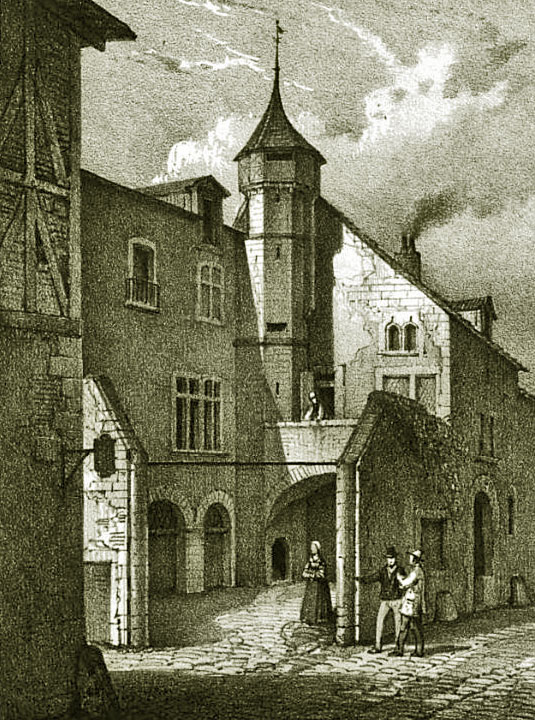
Charles Pensée, La Tour d’argent ; Ancien hôtel de la Monnoie de Blois, lithographie publiée en 1836, d'après un dessin de Louis de La Saussaye[20].
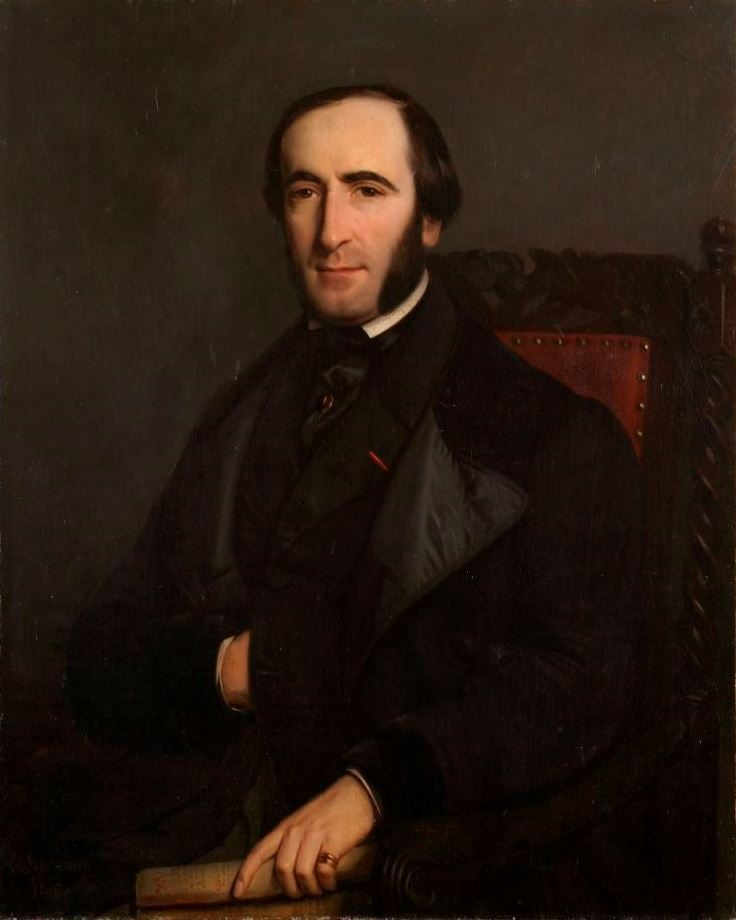
Emma Leroux de Lincy, Portrait de Louis de La Saussaye, 1845, musée des Beaux-Arts de Blois.

## Reconnaissance
Louis de la Saussaye participa à différentes sociétés savantes. Il fut :
- membre de l'Académie des inscriptions et belles-lettres, de 1845 à sa mort en 1878,
- membre de l'Académie des sciences, belles-lettres et arts de Lyon (élu le 9 juin 1857[22]),
- membre non résidant du Comité des travaux historiques et scientifiques, de 1838 à 1870.

Il était commandeur de la Légion d'honneur.

## Publications

### Sur l'histoire du Blésois
- Essai sur l'origine de la ville de Blois, et sur ses accroissements jusqu'au Xe siècle, Paris, Techener, 1833, 76 p. (ISBN 978-2-014-50888-8, lire en ligne ).
- Société française pour la description et la conservation des monuments historiques, Notice sur l'église Saint-Laumer, autrement Saint-Nicolas de Blois : présentée à la 4e section du 7e Congrès scientifique de France (session du Mans), Paris, Derache, 1840, 54 p. (lire en ligne ).
- Mémoires sur les antiquités de la Sologne blésoise, Blois, Dezairs, 1844, 49 p.
- Histoire de la ville de Blois, Blois, Chez tous les libraires, 1846, 312 p. (ISBN 978-1-018-01947-5, lire en ligne ).
- Histoire du château de Chambord, Blois, Chez tous les libraires, 1854, 91 p. (ISBN 978-1-120-52398-3, lire en ligne ).
- Guide historique de voyageur à Blois et aux environs, Blois, Marchand, 1855, 260 p. (ISBN 978-2-014-50889-5, lire en ligne ).
- Tableau général de la noblesse des bailliages de Blois et de Romorantin en 1789, Paris, Auguste Aubry, 1863, 34 p. (ISBN 978-2-014-50892-5, lire en ligne ).
- Le château de Chambord, Blois, Chez tous les libraires, 1864, 4e éd. (1re éd. 1835), 130 p. (ISBN 978-1-141-31120-0, lire en ligne ).
- Histoire du château de Blois, Blois, Chez tous les libraires, 1866, 6e éd. (1re éd. 1840), 440 p. (ISBN 978-1-166-78041-8, lire en ligne ).
- Blois et ses environs : guide artistique et historique dans le Blésois et le Nord de la Touraine, Blois, Chez tous les libraires, 1867, 4e éd. (1re éd. 1862), 432 p. (ISBN 978-2-014-50890-1, lire en ligne ).
- Le château de Troussay, Cheverny, Loir-et-Cher, de 1778 à 1876, 1896 (BNF 42098412).
- Journal historique et archéologique du Blésois et de la Sologne (publication du manuscrit 267 de la bibliothèque Abbé-Grégoire de Blois, rédigé de 1827 à 1834), Saint-Claude-de-Diray, Hesse, 2009, 317 p. (ISBN 978-2-357-06007-4).
- Notice sur le domaine de Chambord, 1834
- Album blésois. Dessins et aquarelles 1820-1830. Édité par le Comité départemental du Patrimoine et de l'Archéologie en Loir-et-Cher (Blois, Loir-et-Cher) et le Groupe de Recherches archéologiques et historiques de Sologne (Lamotte-Beuvron, Loir-et-Cher), 1995.

### Sur l'histoire de France
- Les six premiers siècles littéraires de la ville de Lyon, Lyon, Brun, 1876, 279 p. (ISBN 978-2-329-87047-2, lire en ligne ).
- Mémoire sur l'organisation de l'instruction publique dans l'Empire romain
- Mémoire sur la voie gallo-romaine d'Orléans à Bourges

### Sur la numismatique
- Numismatique de la Gaule narbonnaise, 1842, qui lui permet de devenir membre de l'Académie des inscriptions et belles-lettres[23]
- Monnaies des Éduens

### Biographies
- La vie et les ouvrages de Denis Papin, Blois, Chez tous les libraires, 1869, 302 p. (ISBN 978-1-019-32424-0), tomes 1 (lire en ligne ) et 2 (lire en ligne ).

## Armoiries
| Blason | Blasonnement : D’argent à un chevron de gueules, accompagné de trois saules de sinople rangés en chef et d’un porc-épic de sable en pointe,. |